# Religiosas da Pureza de Maria

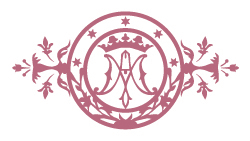
Primeiro emblema

As Religiosas da Pureza de Maria (em latim: Congregationis Sororum a Puritate BM Virginis) é uma congregação religiosa feminina de direito pontifício.

## Histórico
Em 1870, Thomas Rullán, Vigário-geral da diocese de Maiorca, pediu a Alberte Giménez y Adrover que dirigisse e restaurasse o Real Colégio da Pureza de Maria de Palma. Ela aceita e reorganiza o colégio.
Em 19 de setembro de 1874, em Palma, fundou as Religiosas da Pureza de Maria com a ajuda de Thomas Rullán com o objetivo de ensinar os jovens. O instituto é aprovado por Monsenhor Salvà, ele recebe o decreto de louvor em 6 de maio de 1901.

## Atividade e divulgação
As irmãs se dedicam principalmente ao ensino. A sua espiritualidade é inaciana e as suas constituições baseiam-se nas da Companhia de Jesus.
Elas estão presentes em:
- Europa: Espanha, Itália.
- América: Colômbia, Nicarágua, Panamá, Venezuela.
- África: República Democrática do Congo, Camarões.

A casa-mãe está em Sant Cugat del Vallès.
Em 2017, a congregação contava com 276 irmãs em 30 casas.